# Wolfgang Schreiber (Jurist)
Wolfgang Schreiber (geboren 17. September 1936 in Bad Kreuznach; gestorben 31. August 2024) war ein deutscher Verwaltungsjurist und Herausgeber eines Kommentars zum Bundeswahlgesetz.

## Leben
Wolfgang Schreiber studierte Rechtswissenschaften und wurde 1961 an der Universität Köln promoviert. Er war Mitglied der katholischen Studentenverbindungen KDStV Rhenania-Moguntia Mainz und KDStV Alania Bonn im CV. Er trat 1963 in den öffentlichen Dienst beim Bundesverwaltungsamt in Köln ein. Nach einer Tätigkeit beim Landratsamt Reutlingen kam er 1966 zum Bundesministerium des Innern. Er war zunächst Referent in der Abteilung Zivile Verteidigung/Zivilschutz und wechselte in das Grundsatzreferat für Verfassungsrecht. 1969 wurde er persönlicher Referent des beamteten Staatssekretärs. Ab 1972 leitete Schreiber die Referate für „Parteienrecht/Wahlrecht/Versammlungsrecht/Vereinsrecht sowie Staatsorganisationsrecht“. 1982 wurde er Leiter der Unterabteilung „Verfassung, Staatsrecht“ und 1988 Leiter der Abteilung „Polizeiangelegenheiten“ im Bundesministerium des Innern.
Schreiber stieg in der Folge bis zum Rang eines Ministerialdirektors auf. Er ging außer Dienst und wurde 1993 Honorarprofessor für Öffentliches Recht an der Martin-Luther-Universität Halle-Wittenberg, an der er 2002 emeritiert wurde.
Schreiber war Autor zahlreicher rechtswissenschaftlicher Veröffentlichungen, insbesondere
auf dem Gebiet des Staats- und Verfassungsrechts. 1980 gab er erstmals das Handbuch des Wahlrechts zum Deutschen Bundestag beim Carl Heymanns Verlag heraus, das in mehreren Auflagen zum Standardwerk wurde. Mit der 8. Auflage wurde aus dem Handbuch ein Kommentar. Diese sowie die 9. und 10. Auflage (erschienen 2009/2013/2017) wurden von Johann Hahlen und Karl-Ludwig Strelen vollständig überarbeitet. Ab der 11. (2021) wird das Werk fortgeführt von Henner Joerg Boehl und Cornelius Thum. Schreiber war bis zu dieser Auflage für das umfangreiche Literaturverzeichnis verantwortlich. 

## Schriften (Auswahl)
- Handbuch des Wahlrechts zum Deutschen Bundestag. 1980
  - Handbuch des Wahlrechts zum Deutschen Bundestag : Kommentar zum Bundeswahlgesetz ; unter Einbeziehung des Wahlprüfungsgesetzes, des Wahlstatistikgesetzes, der Bundeswahlordnung, der Bundeswahlgeräteverordnung und sonstiger wahlrechtlicher Nebenvorschriften. 7., neu bearb. und erw. Auflage. Köln : Heymann, 2002

- Die Strafverfolgungsverjährung in der neueren höchstrichterlichen Rechtsprechung <§§ 66–69 StGB>. Hochschulschrift Köln, Rechtswiss. F., Diss. v. 4. Dez. 1961
- Bekämpfung des Schlepperunwesens. Ein spezielles Kapitel der Inneren Sicherheit in Europa, in: Kriminalistik; 47(1993), 10, S. 657–660
- Polizeiliche Zusammenarbeit zwischen Bund und Ländern : Ausdruck kooperativen Föderalismus, in: Handbuch für Führungskräfte der Polizei, 1996, S. 137–168